# Systeemgroep Nederland
De Systeemgroep Nederland, internationaal ook de Dutch Systems Group genoemd, is een wetenschappelijk genootschap dat zich toelegt op de systeemtheorie en haar toepassingen. De Systeemgroep Nederland is rond 1970 opgericht door Albert Hanken en Gerard de Zeeuw De huidige voorzitter is Loet Leydesdorff en eerdere voorzitters waren Gerard de Zeeuw en Gerrit Broekstra.

## Algemeen
Systeemtheoretische probleemstellingen, waar de Systeemgroep Nederland zich op richt, zijn onder andere:
- evolutie en ontwikkeling: emergentie en crises
- innovatie: radicale en incrementele vernieuwingen
- selectie: hardnekkigheid van ongelijkheid
- variatie: de complexiteit van problemen
- vertalingen aan de interfaces
- participatie en non-participatie
- methodologische en kennistheoretische innovaties

De Systeemgroep Nederland is aangesloten bij de International Federation for Systems Research, die zij in 1981 hebben opgericht in samenwerking met de International Society for the Systems Sciences en de Oostenrijkse "The Austrian Society for Cybernetic Studies".

## Activiteiten
De Systeemgroep Nederland heeft een belangrijke bijdrage geleverd aan de introductie van het systeemonderzoek in Nederland, op de eerste plaatst door het bieden van een eerste nationaal podium en forum voor wetenschappers geïnteresseerd in de systeemtheorie. Naar de buitenwereld manifesteerde zij zich bv. met het presenteren van een eigen visie over wetenschappelijk onderwerpen, zoals bijvoorbeeld in 1973 over de "De computer en de toekomst van Operations Research"
De organisatie was ook betrokken bij het ondersteunen van systeemonderzoek en de uitgave van boeken onder auspiciën van de Systeemgroep Nederland. Een van de eerste uitgaven waren Systeemleer onder redactie van H.F.J.M. Buffart en J.H.L. Oud uit 1975, en Systemen en toekomstverkenning uit 1977 onder redactie van Gerrit Broekstra en J. S. Knipscheer. Onder auspiciën van de Systeemgroep Nederland publiceerde Nic Kramer in 1978 het Systeem in probleem : een onderzoek naar de bijdragen van de systeemleer tot de aanpak van praktijkproblemen in organisaties in 1978. En in 1981 publiceerde F.W. Umbach het "Organisatie van instrumentatie". Met name deze laatste uitgave heeft de Systeemgroep Nederland ook een significante bijdrage geleverd op het gebied van de standaardisatie op het gebied van de systeemtheorie door het bieden van een sectie definities van de elementaire systeembegrippen.
Internationale activiteiten van de Systems Group waren onder andere de uitgave van het academische tijdschrift Annals of Systems Research tussen 1971 en 1978. Onder redactie van B. Van Rootselaar publiceerde dit tijdschrift originele artikelen op het gebied van algemene systeemonderzoek, zowel wiskundig als niet-wiskundig van aard. Verder publiceerde zij sinds 1981 ook het tijdschrift Systemica onder redactie van Ranulph Glanville en Gerard de Zeeuw tweemaandelijks en vanaf 2001 tweemaal per jaar.

## Leden en oud-leden
Verdere leden en oud-leden zijn onder meer:
- Gerrit Broekstra, Hoogleraar Organization Behavior, Rotterdam School of Management, Erasmus Universiteit Rotterdam
- Felix Geyer, hoofd methodologie sectie van SISWO.
- Albert Hanken, Oud-hoogleraar systeemleer aan de Universiteit Twente
- Nic Kramer, Senior Vice President bij Royal Philips
- Ton de Leeuw, Emeritaat hoogleraar bedrijfskunde aan de Rijksuniversiteit Groningen
- Loet Leydesdorff, wetenschappelijk medewerker aan de Universiteit van Amsterdam
- Henk van der Meij, Voormalig Hoofd Organisatie en Informatie bij Vereniging Elektrotechnisch Vakonderwijs
- W.A.T. Meuwese, oud-hoogleraar sociale psychologie, Technische Universiteit Eindhoven
- John A. Michon, Emeritus professor Psychometrie, Universiteit Leiden
- Geert Jan Olsder, Professor Wiskundige Systeemtheorie, Technische Universiteit Delft
- Ed Oudejans, Oud-voorzitter van Phorza, beroepsvereniging op het terrein van zorg en welzijn
- Karel Soudijn, wetenschappelijk medewerker aan de Universiteit van Tilburg
- Kees Spelt, Onderzoeker Faculteit Sociale Wetenschappen, Universiteit van Amsterdam
- Gerard de Zeeuw, Emeritus professor Universiteit van Amsterdam